# Сидоровка (Львовская область)
Сидоровка (укр. Сидорівка) — село в Журавновской поселковой общине Стрыйского района Львовской области Украины.
Население по переписи 2001 года составляло 296 человек. Занимает площадь 1,279 км². Почтовый индекс — 81791. Телефонный код — 3239.

## История
В 1946 г. указом ПВС УССР село Изидоровка переименовано в Сидоровку.